# Medulia
Medulia  fue una antigua ciudad del Lacio, próxima a Roma, con la que estuvo en guerra en varias ocasiones. Estaba abandonada en tiempos de Plinio el Viejo.

## Situación
Se desconoce la ubicación de Medulia. Por el contexto en el que se menciona en las fuentes clásicas, tuvo que estar en las proximidades de ciudades como Ficulea o Crustumerium.

## Historia
Medulia fue fundada por Alba Longa al norte del río Anio. Cayó en poder de Rómulo por la rendición de sus habitantes tras la caída de Crustumerium. Muchos de sus habitantes migraron a Roma, entre los que estaba la familia de Tulo Hostilio. Volvió a enemistarse con los romanos, pues fue asaltada por Anco Marcio  y Tarquinio Prisco.
Se la menciona por última vez en el año 492 a. C., cuando abandonó la alianza con Roma para unirse a los sabinos. Plinio el Viejo dice que en sus días estaba abandonada.